# Fundación ProCultura
Fundación ProCultura fue una organización chilena sin fines de lucro, fundada en 2009 por la fotógrafa y gestora cultural Ilonka Csillag y el psiquiatra Alberto Larraín, quienes se desempeñaban como presidenta ejecutiva y director ejecutivo, respectivamente. Su labor se centraba en la vinculación entre la gestión del patrimonio cultural —tanto material como inmaterial— y el desarrollo sostenible de comunidades a lo largo de Chile.
En 2023, la fundación fue vinculada al denominado Caso Fundaciones, un escándalo político en Chile originado por denuncias de presuntas irregularidades en convenios entre organismos estatales y organizaciones no gubernamentales destinadas a ejecutar proyectos culturales y urbanos.
El 17 de noviembre de 2023, Fundación ProCultura anunció su cierre inmediato y definitivo, argumentando un “irreparable daño patrimonial y reputacional” a raíz de los cuestionamientos surgidos en el contexto del Caso Fundaciones.

## Historia
Se fundó en 2009 por las gestiones de la fotógrafa, gestora cultural y empresaria Ilonka Csillag y el psiquiatra vinculado a la DC Alberto Larraín, con la intención de crear libros de patrimonio. Después del terremoto de 2010 y que afectó principalmente a las regiones del Maule, Ñuble y Biobío, la fundación cambió su eje, enfocándose en reestructuración de espacios y monumentos patrimoniales dañados por el sismo. En 2012, Larraín se instaló en la ciudad de Lota, en la región del Biobío, donde la organización empezó a participar de una serie de proyectos de restauración de inmuebles patrimoniales y de gestión cultural con comunidades. 
Desde ese momento, la fundación se expandió por Chile gestionando proyectos no solo de restauración arquitectónica, sino también de puesta en valor de patrimonio material e inmaterial y de difusión cultural. En 2015 ya habían liderado la restauración de 17 inmuebles como el Palacio Íñiguez, la iglesia Sagrado Corazón de Jesús de Valparaíso, la escuela San Ignacio de Calera de Tango y de la capilla de la Hacienda Los Lingues, en la región de O’Higginsy la creación de diversos archivos fotográficos locales, principalmente en el norte del país.

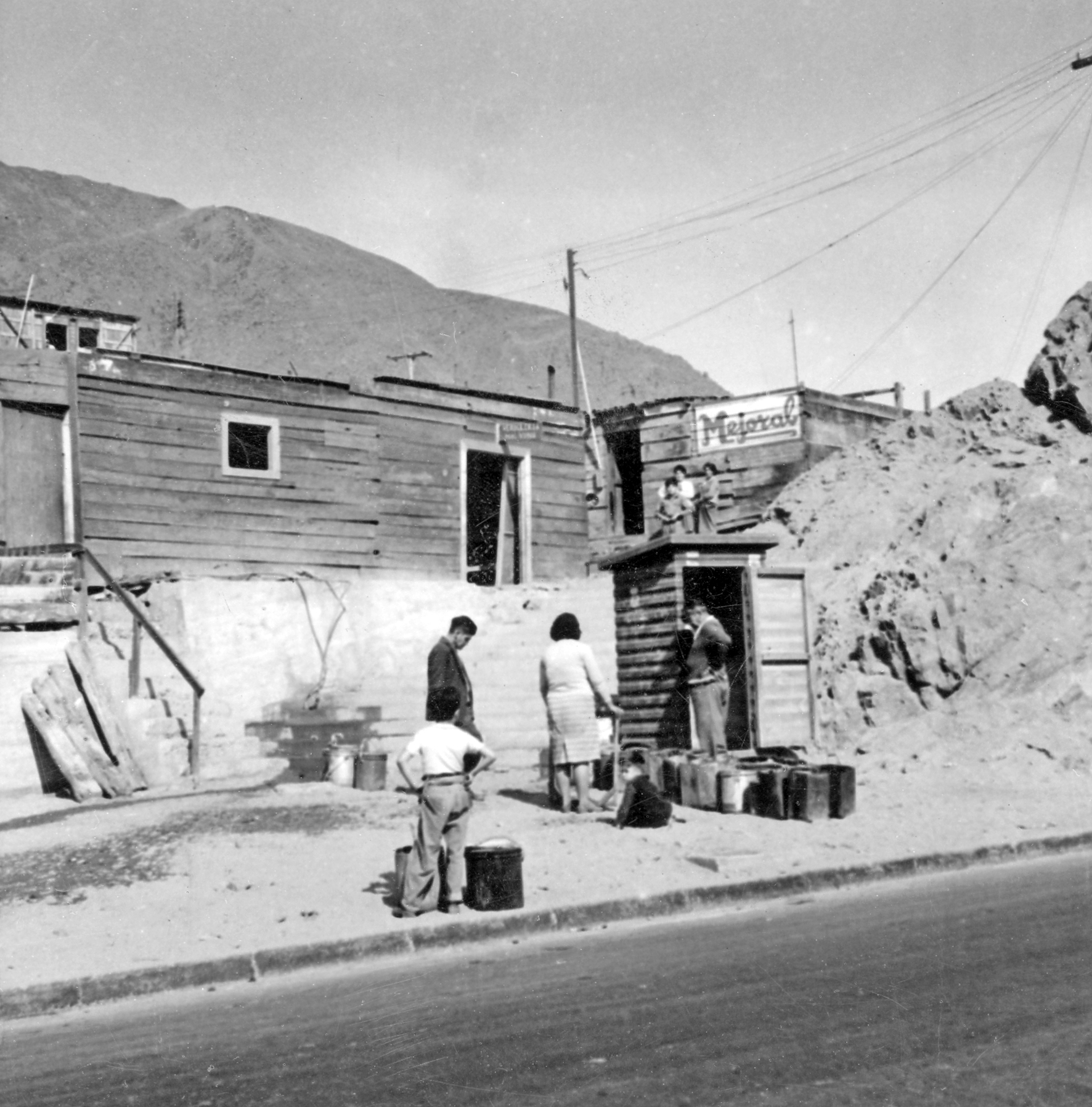
Imagen del archivo fotográfico comunitario recopilado por ProCultura en Chañaral

## Modelo de intervención
Según su cofundador, la fundación escogía como terreno de trabajo comunas que conjugaran riqueza cultural y necesidad de apoyo, para convertir el patrimonio y las tradiciones en un activo del lugar.También usaban las imágenes familiares para armar archivos locales con los que convocar la participación de la ciudadanía, y armar exposiciones o libros de memoria local.
Sus principales regiones de trabajo fueron la región del Biobío, la región de Valparaíso, la región de Los Lagos, la región de Atacama y la región de Antofagasta. En estos lugares trabajaron y recibieron financiamiento de instituciones privadas —como la minera Anglo American, la empresa Polpaico o ENAP— pero también de instituciones públicas, como municipalidades, el Servicio de Vivienda y Urbanización (Serviu) y el programa Quiero mi Barrio (QMB), el Ministerio de Educación y diferentes gobiernos regionales.También recibieron financiamiento a través de proyectos concursables como los del Fondo Nacional de Desarrollo Regional y del Fondo del Patrimonio.
Sus proyectos se diversificaron con los años, abordando también la administración de espacios culturales, la formación de personas, la rehabilitación de fachadas y espacios públicos, incluso la coordinación de proyectos de salud mental.

### Principales proyectos
En 2019 firmaron un convenio de colaboración con la Fundación Iglesias Patrimoniales de Chiloé para el resguardo y desarrollo de la valoración del patrimonio cultural y religioso de la isla de Chiloé y la administración del sitio patrimonial de las Iglesias de Chiloé. 
En 2020, la fundación se hizo cargo, en convenio con Corfo y la Municipalidad de Lota, del Circuito Lota Sorprendente —rebautizado Circuito Lota Patrimonial— que se compone del Parque Isidora Cousiño, el ex pique minero Chifón del Diablo y el proyecto de un museo sobre la historia de la ciudad y el auge del carbón.
En 2021 ProCultura inauguró el Museo de Sitio de Chaitén, dedicado a la erupción del volcán Chaitén de 2008, y que fue financiado por el Programa de Infraestructura Cultural Pública y/o Privada 2017 del Ministerio de las Culturas, las Artes y el Patrimonio.
En 2023 la institución ya tenía más de 50 profesionales trabajando en proyectos a lo largo de Chile, incluyendo al hijo de Csillag, el concejal por Pichilemu y cercano a la UDI, Tobías Acuña Csillag, y 67 convenios con diferentes reparticiones públicas  por más de $4.200 millones.Christian Kirk, biólogo marino, fotógrafo y marido de la exsenadora DC Carolina Goic, también formaba parte de la fundación como miembro del directorio.

## Vínculo con el “Caso Fundaciones”
En junio de 2023 una serie de irregularidades detectadas en el uso de fondos de la Secretaría Regional Ministerial (Seremi) de Vivienda de la región de Antofagasta por parte de la Fundación Democracia Viva abrieron una investigación penal que puso la atención pública en una serie de organizaciones sin fines de lucro que prestaban servicios a la Seremi de Vivienda, entre ellas ProCultura.La fundación se defendió argumentando el peso de su trayectoria y la diversidad de sus proyectos. Sin embargo, luego se autodenunció en la fiscalía, asegurando que aceptaron las “recomendaciones” de la Seremi de Vivienda de Antofagasta de contratar personal que, sin conocimiento de la fundación, también trabajaba para el Serviu regional.
A eso se sumaron una serie de denuncias de irregularidades tanto en la asignación como en la ejecución de proyectos en otras regiones del país, incluyendo la Región Metropolitana.Desde ese momento, varias reparticiones públicas pausaron sus convenios con la fundación, lo que empezó a hacer tambalear sus finanzas.
En julio de 2023 las oficinas de la fundación en la comuna de Las Condes fueron allanadas por la policía como parte de una investigación desarrollada por el Ministerio Público, particularmente por cuatro convenios que en total suman $500 millones y en los que también se asumían irregularidades.
En noviembre de 2023 un informe de la Contraloría reveló faltas de transparencia en el proceso de asignación directa de un convenio por más de 260 millones de pesos entre el Gobierno Regional de Ñuble y ProCultura.
También se encontró una asignación directa de $1.683.788.000 para el programa de prevención de suicidios Quédate del Gobierno Regional Metropolitano, encabezado por Claudio Orrego y quien es cercano a Alberto Larraín de la época en éste era alcalde de Peñalolén y Larraín trabajaba en el municipio. En el momento del contrato entre Larraín y el Gobierno Regional Metropolitano, nominación que habría sido propuesta por el propio Orrego, el psiquiatra era director de la Corporación de Desarrollo Regional y Turismo de ese Gore, lo que suponía una incompatibilidad que no fue respetada.
A julio de 2024, se habían desarrollado diligencias para investigar el vínculo de ProCultura con los gobernadores Ricardo Díaz (Antofagasta), Rodrigo Mundaca (Valparaíso), Rodrigo Díaz (Biobío), Andrea Macías (Aysén), Jorge Flies (Magallanes) y Óscar Crisóstomo (Ñuble).

## Cierre definitivo y polémicas por el dinero
El 17 de noviembre de 2023 ProCultura emitió un comunicado anunciando el cierre definitivo e inmediato de sus funciones, argumentando un daño irremediable a su reputación y el cierre unilateral e injustificado de los convenios sostenidos con diferentes reparticiones del Estado luego del Caso fundaciones. Diez días antes, las autoridades habían notificado que la cuenta bancaria de la fundación, cuyos dineros debían ser retenidos para ser reembolsados al Ministerio de Vivienda y Urbanismo luego de la cancelación de un convenio de $500 millones,estaba vacía.El Consejo de Defensa del Estado, que participa de la investigación, encargó al Ministerio Público revisar los movimientos de la cuenta para determinar si el retiro de dineros fue de manera paulatina o abruptamente antes del anuncio del cierre de la fundación el pasado noviembre.
En diciembre de 2023, extrabajadores de ProCultura denunciaron no haber recibido aún sus finiquitos laborales después de haber sido desvinculados  de la organización.